# Anelaphus tikalinus
Anelaphus tikalinus là một loài bọ cánh cứng trong họ Cerambycidae.